# Stade Skënderbeu
Le Stade Skënderbeu (en albanais : Stadiumi Skënderbeu) est un stade polyvalent situé à Korçë, en Albanie. Il accueille les rencontres à domicile du KF Skënderbeu Korçë, évoluant en première division albanaise de football.
Il a une capacité de 12 343 places assises. 

## Histoire
Le stade est actuellement utilisé pour les rencontres à domicile de Skënderbeu ainsi que d'autres événements sportifs municipaux et nationaux. Il a été inauguré en 1957, puis entièrement rénové en 2010 grâce aux importantes contributions de plusieurs donateurs privés. En 2011, le stade est approuvé par l'UEFA pour accueillir des matches préliminaires de Ligue des champions. En septembre 2023, le cabinet d'architecture danois CEBRA (en) s'est vu attribuer le contrat de rénovation complète du stade et de ses environs.